# Vuelta a la Comunitat Valenciana Féminas
Die Vuelta a la Comunitat Valenciana Féminas (spanisch; auch: Vuelta CV Feminas) ist ein Frauenrennen im Straßenradsport.
Der Wettbewerb wird seit 2019 vom Veranstalter des Männerradrennens Valencia-Rundfahrt organisiert. Dabei wird das Frauenrennen als Eintagesrennen am letzten Tag des Etappenrennens der Männer ausgetragen. Die Vuelta a la Comunidad Valenciana Femenina war zunächst in UCI-Kategorie 1.2, 2020 in 1.1 und 2021 in der UCI ProSeries klassifiziert.

## Ergebnisse
| Jahr | Sieger            | Zweiter           | Dritter               |
| ---- | ----------------- | ----------------- | --------------------- |
| 2019 | Lotte Kopecky     | Alice Barnes      | Nguyễn Thị Thật       |
| 2020 | Marta Bastianelli | Barbara Guarischi | Teniel Campbell       |
| 2021 | Chiara Consonni   | Barbara Guarischi | Élodie Le Bail        |
| 2022 | Marta Bastianelli | Ilaria Sanguineti | Kathrin Schweinberger |
| 2023 | Floortje Mackaij  | Liane Lippert     | Nikola Nosková        |
| 2024 | Cédrine Kerbaol   | Marit Raaijmakers | Federica Piergiovanni |
| 2025 | Linda Zanetti     | Jelena Erić       | Daria Pikulik         |